# Tavolo da disegno

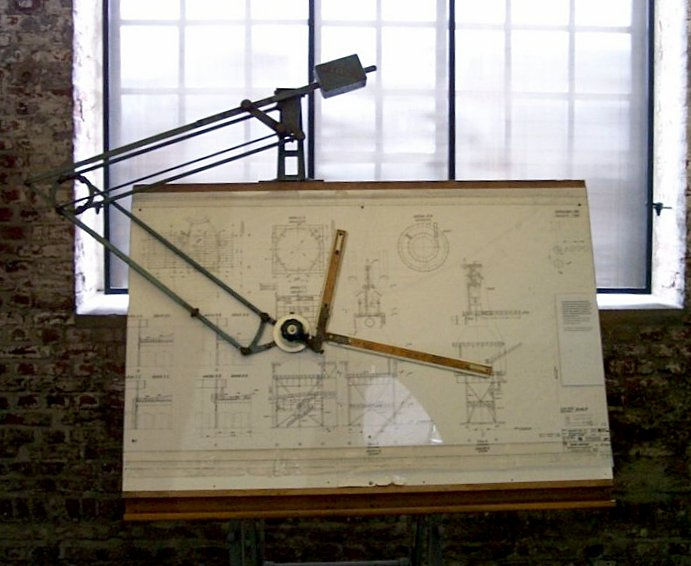
Tavolo da disegno con tecnigrafo

Il tavolo da disegno è utilizzato dai disegnatori tecnici, da artisti, da operatori della grafica, da fumettisti,
e professionisti creativi in genere. Esso è solitamente regolabile in elevazione ed inclinazione per consentire la corretta posizione operativa al disegnatore. I modelli professionali sono muniti di sistema di bilanciamento dei movimenti. La sua
struttura era inizialmente realizzata in legno. 

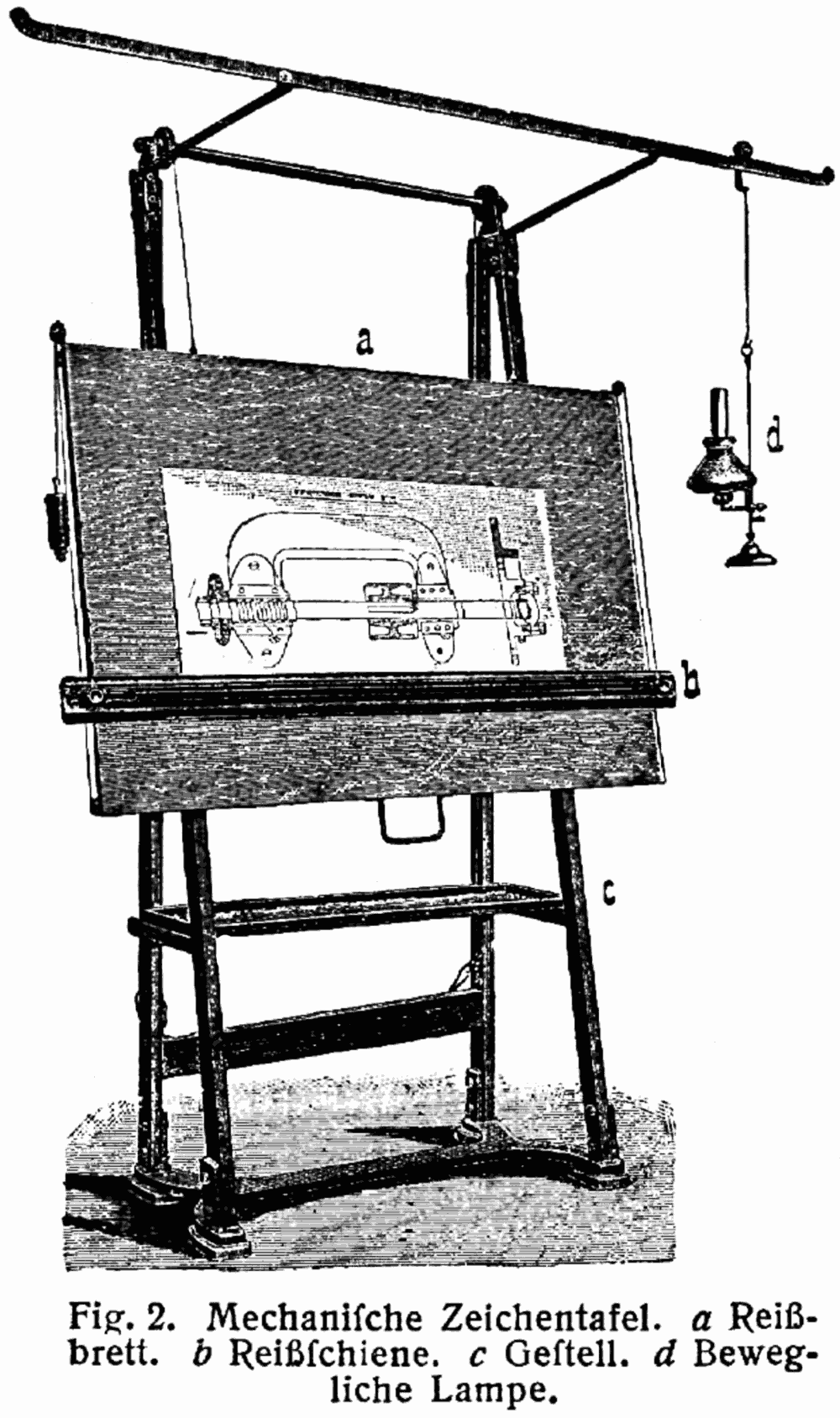
Antico tavolo da disegno con parallelografo

Nel 1953 viene fondata a Padova l'azienda Bieffe che in pochi 
anni, grazie all'introduzione del tavolo da disegno a struttura metallica e grazie alla collaborazione con l'azienda Zucor, 
anch'essa di Padova, produttrice del primo tecnigrafo di tipo ortogonale, diviene leader mondiale nel settore.  Il piano di 
lavoro del tavolo da disegno, inizialmente realizzato in paniforte listellare rivestito con carta da spolvero sostituibile allorché usurata, e nelle misure convenzionali corrispondenti alle misure ISO 216 dei formati dei disegni (per i modelli professionali l'A0, di cm 841×1189 ed oltre) e successivamente in paniforte truciolare bilaminato, in nobilitato melamminico finitura cera, oppure in nobilitato tradizionale e poi rivestito da apposito foglio (Surplan) di pvc liscio. 
La comparsa del PVC in sostituzione della carta da spolvero, ha causato la scomparsa delle tradizionali puntine a tre punte per il 
fissaggio della carta da disegno sul piano di lavoro, sostituite dal nastro adesivo. Al tavolo da disegno può essere applicato un 
parallelografo (una riga longitudinale dotata di pulegge oppure di scivoli, che per mezzo di cavi scorre fra il lato inferiore 
e quello superiore del piano di lavoro, rimanendo parallela a sé stessa) oppure un tecnigrafo. L'avvento dei sistemi CAD ha praticamente fatto sparire i tavoli da disegno dagli studi di architettura ed ingegneria. Persa la sua caratteristica di strumento di progettazione, continua ad essere utilizzato dai professionisti nella fase creativa e dagli studenti progettisti per il percorso formativo.